# Poginki
Poginki (ukr. Погіньки) – wieś na Ukrainie w rejonie kowelskim obwodu wołyńskiego.
Znajduje tu się przystanek kolejowy Poginki, położony na linii Zdołbunów – Kowel.
W czasie okupacji niemieckiej mieszkająca tutaj ukraińska rodzina Barbaruków ukrywała Żyda Patokę Wolfa. W 2012 roku Instytut Jad Waszem uhonorował za to pośmiertnie tytułami Sprawiedliwych wśród Narodów Świata Iwana i Oksanę Barbaruków i ich syna Iwana.